# Prvenstvo Hrvatske i Slavonije u nogometu (1912/1913)
Sezon 1912, był pierwszym nieoficjalnym sezonem w piłkarskich rozgrywkach o mistrzostwo Chorwacji. W turnieju wzięło udział 6 drużyn z Zagrzebia. Pierwszym nieoficjalnym mistrzem Chorwacji została drużyna HAŠK Zagrzeb, trenowana przez Czecha Františka Koželuha.

## Wyniki[3]
| Klub                   | HAŠK | CONC | GRAĐ | CROA | ILIR | TZGB |
| ---------------------- | ---- | ---- | ---- | ---- | ---- | ---- |
| HAŠK Zagrzeb           | HAŠK | 2:1  | 6:0  | 7:0  | 3:0  | 8:0  |
| HŠK Concordia Zagrzeb  | –    | CONC | 9:0  | 3:2  | –    | 5:0  |
| HŠK Građanski Zagrzeb  | 1:2  | 0:5  | GRAĐ | 1:1  | 3:1  | 4:1  |
| HŠK Croatia Zagrzeb    | –    | –    | –    | CROA | 2:4  | 1:0  |
| HŠK Ilirija Zagrzeb    | –    | –    | –    | –    | ILIR | –    |
| Tipografski SK Zagrzeb | 1:6* | 0:5  | –    | 4:2  | –    | TZGB |

<*> – mecz został przerwany

## Tabela końcowa
| Poz. | Klub                   | Mecze | Zwycięstwa | Remisy | Porażki | Br+ | Br- | +/- | Pkt |
| ---- | ---------------------- | ----- | ---------- | ------ | ------- | --- | --- | --- | --- |
| 1    | HAŠK Zagrzeb           | 7     | 7          | 0      | 0       | 34  | 3   | +31 | 14  |
| 2    | HŠK Concordia Zagrzeb  | 6     | 5          | 0      | 1       | 26  | 4   | +22 | 10  |
| 3    | HŠK Građanski Zagrzeb  | 7     | 2          | 1      | 4       | 9   | 23  | -14 | 5   |
| 4    | HŠK Croatia Zagrzeb    | 6     | 1          | 1      | 4       | 8   | 19  | -11 | 3   |
| 5    | HŠK Ilirija Zagrzeb    | 3     | 1          | 0      | 2       | 5   | 8   | -3  | 2   |
| 6    | Tipografski SK Zagrzeb | 7     | 1          | 0      | 6       | 6   | 31  | -25 | 2   |